# Zot!
Zot! é uma série de revistas em quadrinhos americana publicada entre 1984 e 1990 pela Eclipse Comics. Criada, escrita e ilustrada quase integralmente por Scott McCloud, a revista apresentava as aventuras de Zachary "Zot" Paleozogt, um jovem de uma universo paralelo que entra em contato com Jenny Weaver, uma adolescente do planeta Terra. As primeiras histórias eram marcadas por sua simplicidade e maniqueísmo e pela influência da estética típico dos mangás em sua arte. Conforme a série avançava, McCloud experimentava visualmente com novos gêneros e novas formas de narrativa, e escrevia tramas de maior dramaticidade, explorando mais as vidas de Jenny e seus colegas na Terra e as angústias típicas da adolescência do que as aventuras infantilizadas do início.
A série foi indicada múltiplas vezes a vários prêmios durante sua publicação: em 1985 venceu o Kirby Awards, na categoria "Melhor Nova Série"; Em 1988 e em 1991 foi indicada ao Eisner Awards nas categorias Melhor Edição ou Especial", "Melhor Série", "Melhor Série em Preto-e-Branco" e "Melhor Escritor/Desenhista".